# 呂安国
呂 安国（りょ あんこく、427年 - 490年）は、南朝宋から斉にかけての武将。本貫は広陵郡広陵県。

## 経歴
宋の大明末年、将軍として任用され、劉勔に高く評価された。泰始2年（466年）、豫州刺史の殷琰が反乱を起こすと、劉勔は輔国将軍として殷琰を討ち、安国は建威将軍として劉勔を補佐した。軍を率いて殷琰の長史の杜叔宝の軍を横塘で撃破し、運車を焼いて殷琰の糧道を絶った。殷琰が敗走すると、安国はこれを追撃して、寿春の城南を占拠した。安国は勲功第一として、彭沢県男に封じられた。泰始3年（467年）、鍾武県男に改封された。寧朔将軍・義陽郡太守に累進した。泰始4年（468年）、湘南県男に改封された。
泰始5年（469年）、北魏が汝南を落とし、宋は司州の州治を失っていたため、安国は都督司州諸軍事・寧朔将軍・司州刺史に任じられた。泰始6年（470年）、義陽郡に司州の州治を立て、義陽郡太守を兼ねた。後に右軍将軍に転じ、輔師将軍となった。元徽2年（474年）、晋熙王征虜司馬となった。游撃将軍に転じた。元徽3年（475年）、持節・都督青兗冀三州縁淮前鋒諸軍事・輔師将軍・兗州刺史として出向した。元徽4年（476年）、冠軍将軍に進んだ。召還されて游撃将軍となり、散騎常侍・征虜将軍の位を加えられた。
昇明元年（477年）、沈攸之の乱が起こると、安国は蕭道成の命により湘州刺史となった。先立って王蘊が湘州刺史を退任し、南陽王劉翽が湘州刺史に任じられたが、赴任しなかったため、王蘊の寧朔長史の庾佩玉が湘州の事務を代行した。宋の朝廷は先に南中郎将中兵参軍・臨湘県令の韓幼宗に湘州の防備にあたらせていた。沈攸之が反乱を起こすと、庾佩玉と韓幼宗はたがいに疑いあって、庾佩玉が韓幼宗を殺した。平西将軍の黄回が郢州に入ると、軍主の任候伯を行湘州事として派遣し、庾佩玉を殺害した。安国が蕭道成の命で湘州に入ると、任候伯を収監して殺害した。まもなく安国は前将軍に進んだ。
建元元年（479年）、蕭道成が斉の高帝として即位すると、安国の爵位は侯に進めた。右衛将軍の号を受け、給事中の位を加えられた。建元2年（480年）、北魏が侵攻してくると、安国は高帝の命により司州に出て、郢州と司州の統治を任された。本官のまま使持節・総荊郢諸軍北討事となり、義陽の西関に駐屯した。さらに沔口に駐屯地を移して会敵を待った。湘郷県侯に改封された。
建元4年（482年）3月、武帝が即位すると、安国は使持節・散騎常侍・平西将軍・司州刺史に任じられ、義陽郡太守を兼ねた。永明2年（484年）1月、都督南兗兗徐青冀五州諸軍事・平北将軍・南兗州刺史に転じた。3月、都督・湘州刺史となった。永明4年（486年）、湘川蛮が南朝斉の統治に反抗すると、安国は湘州の兵を率いてこれを討った。病にかかり、召還されて光禄大夫となり、散騎常侍の位を加えられた。安国は文官の位を受けたのを喜び、その子に対して戦場で走り回るのをやめ、朱衣の官となるようにと教えた。武帝は中書舎人の茹法亮を派遣して安国の病を見舞わせた。
永明5年（487年）、安国は都官尚書に転じ、太子左率を兼ねた。永明6年（488年）7月、領軍将軍の号を受けた。まもなく散騎常侍・金紫光禄大夫・兗州中正に転じた。永明8年（490年）、死去した。享年は64。使持節・鎮北将軍・南兗州刺史の位を追贈された。諡は粛といった。

## 伝記資料
- 『南斉書』巻29 列伝第10
- 『南史』巻46 列伝第36